# Guerra austro-turca (1663-1664)

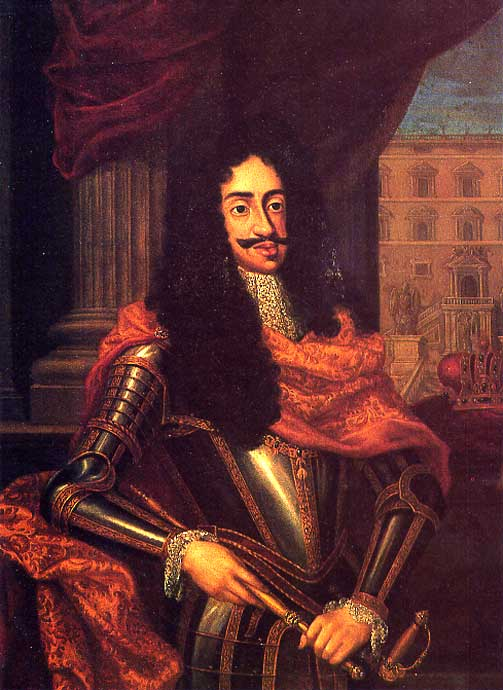
L'imperatore Leopoldo I

La guerra austro-turca 1663-1664, detta anche quarta guerra austro-turca, durò solo due anni e terminò con la pace di Eisenburg che sancì la rinuncia, da parte ottomana, alle pretese di espansione in Europa per almeno 20 anni. La guerra rappresentò un successo per l'imperatore austriaco Leopoldo I, il cui comandante in capo Raimondo Montecuccoli aveva sorpreso e sconfitto nella battaglia di Mogersdorf l'esercito ottomano sulla via di Vienna. Sultano dell'Impero ottomano era allora Mehmet IV.

## Antefatti
Il punto di partenza della guerra fu il principato di Transilvania, vassallo della Sublime Porta. Contro il divieto di quest'ultima, il principe di Transilvania Giorgio II Rákóczi attaccò nel 1657 la Polonia per rafforzare la propria corona. A seguito di questa disobbedienza nel 1658 il Gran Visir Köprülü Mehmet Pascha diresse il suo esercito nel principato devastandolo. Nell'agosto del 1660 gli ottomani conquistarono la fortezza di (Gran Varadino ed aggiunsero alla Transilvania una nuova provincia (vilayet). Nel conflitto sorto per la successione del defunto Giorgio II Rákóczi iniziò in Transilvania una guerra civile fra Michele I Apafi e Giovanni Kemény. Apafi, che era stato insediato dall'Impero ottomano, riuscì infine ad aver ragione del rivale, appoggiato invece dall'impero asburgico. Il Bano di Croazia Nicola Zrinski contava nel frattempo sullo scoppio di una nuova guerra austro-turca e nel 1661 eresse a sue spese una fortezza presso la confluenza della Mura e della Drava e da questa, da lui chiamata Novi Zrin, iniziò una campagna di scorrerie e saccheggi nei territori ottomani, desiderando trascinare l'imperatore austriaco in una nuova guerra contro i turchi.
Le scorrerie croate e la presenza di truppe austriache in Transilvania condussero alla fine alla prima grande guerra contro i turchi dal 1606 e pose fine all'“epoca dello Status quo” fra Vienna e la Sublime Porta.

## Svolgimento della guerra

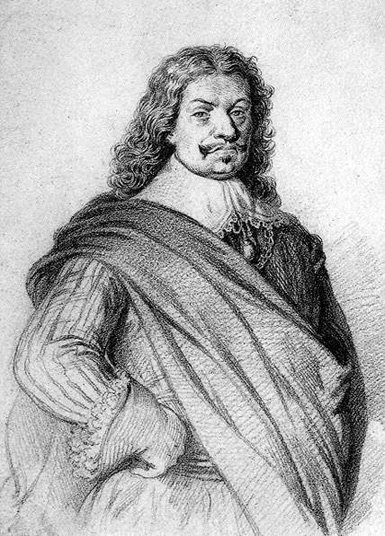
Raimondo Montecuccoli

### Anno 1663
Nell'estate del 1663 il nuovo Gran Visir Köprülü Fazil Ahmet, figlio del precedente Gran Visir Köprülü Mehmet Pascià, al comando di un esercito forte di circa 100 000 uomini, irruppe nell'Ungheria occidentale ed occupò in settembre la fortezza di Nové Zámky, che divenne il centro di un'ampia nuova provincia ottomana.
Il comandante in capo dell'armata austriaca, conte Raimondo Montecuccoli, aveva al suo comando solo 12 000 soldati regolari austriaci cui potevano aggiungersi i 15 000 croati al comando di Nicola Zrinski. In vista di questa catastrofica inferiorità numerica delle proprie truppe l'imperatore Leopoldo I, nell'inverno 1663, chiese aiuto ai principi tedeschi e all'intera Europa. La perdita della fortezza di Nové Zámky e i susseguenti saccheggi fino al territorio moravo portarono a un generale sostegno europeo all'imperatore nella sua lotta contro gli ottomani. Bavaresi, brandeburghesi e sassoni offrirono un esercito di 30 000 uomini (che però non raggiunse mai il pieno organico) e persino Luigi XIV, nella sua qualità di protettore dei confini del Reno, inviò un corpo forte di 6 000 effettivi, per la qual cosa tuttavia si scusò con il sultano tramite un plenipotenziario, ed il cui comandante, Jean de Coligny-Saligny, ebbe l'ordine di impiegare le truppe con la massima cautela possibile.

### Anno 1664

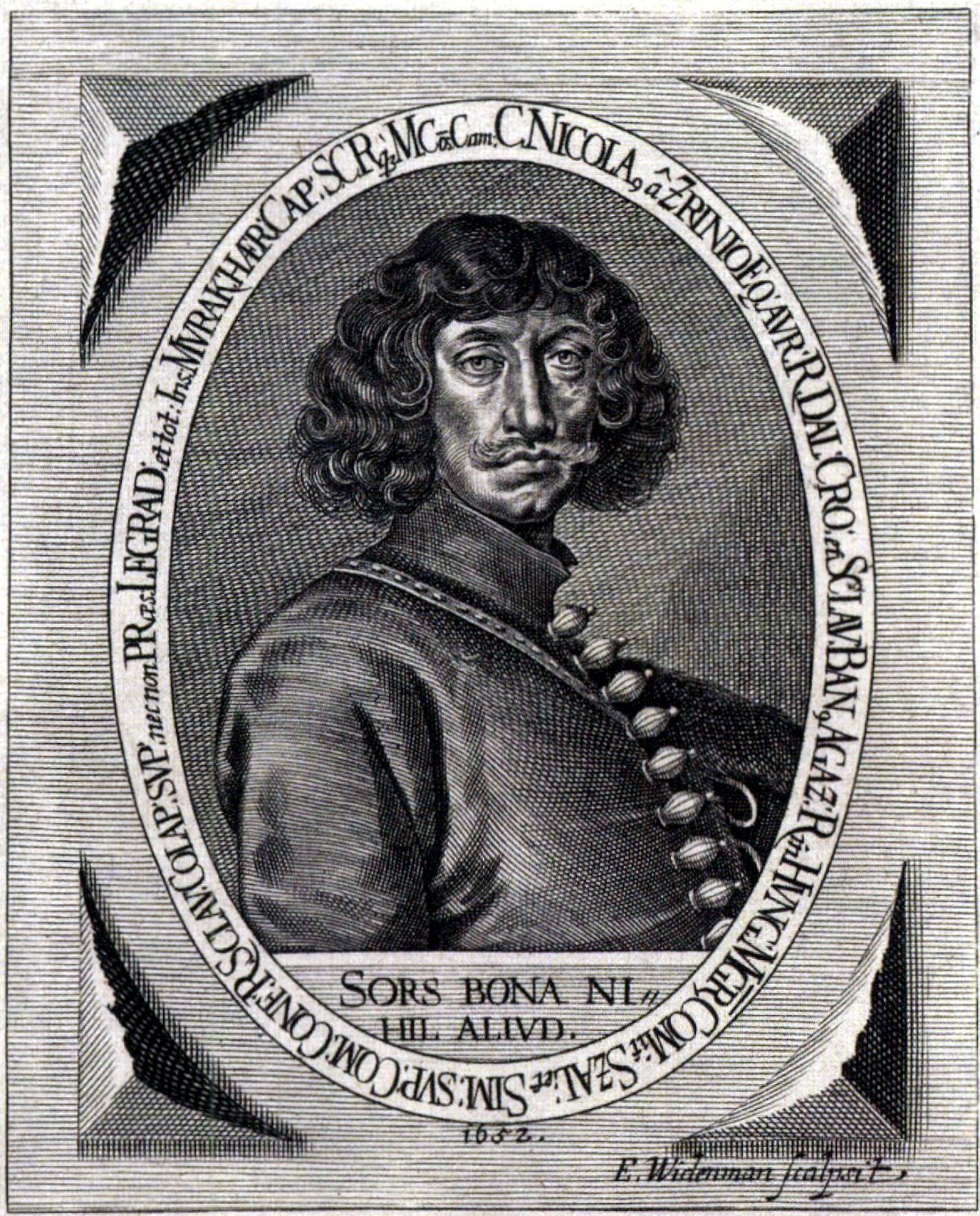
Il Bano della Croazia, conte Nicola Zrinski

All'inizio del 1664 la coalizione imperiale si suddivise in tre corpi: l'armata meridionale della Mura, di circa 17 000 uomini al comando di Nicola Zrinski, l'armata principale in posizione centrale, forte di circa 28 500 uomini al comando del Montecuccoli e quella settentrionale nel nord-ovest dell'Ungheria di circa 8 500 uomini al comando del generale ugonotto Jean-Louis Raduit de Souches.
Come riserva da impegnare per l'occupazione delle fortezze rimanevano a disposizione altri 12 500 uomini. Senza quelli impegnati nelle fortezze rimanevano in totale al Montecuccoli circa 54 000 soldati a disposizione, che costituivano però tutt'altro che un'armata omogenea: fra i comandanti delle diverse truppe alleate emergevano continuamente differenze di vedute e Montecuccoli doveva ricorrere a tutta la sua abilità diplomatica per tenere insieme il suo esercito.
Quale particolare ulteriore difficoltà venne fuori che fra lui ed il Bano di Croazia Zrinski c'era della vecchia ruggine che nel corso della guerra doveva ancora aumentare.
Nel gennaio 1664 l'armata meridionale incominciò a saccheggiare i territori ottomani e distrusse con l'occasione il ponte sulla Drava presso Osijek, strategicamente molto importante ma non riuscì a conquistare la fortezza di Kanizsa, come previsto nei piani del Montecuccoli.

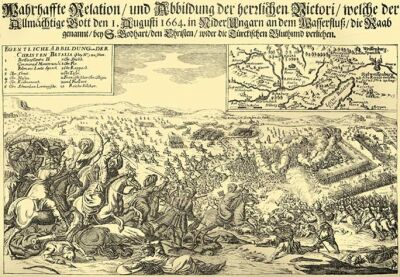
La battaglia di San Gottardo.

L'assedio, iniziato a fine aprile, infatti terminò a giugno, quando Köprülü, con la sua forza armata si avvicinò provenendo da Nové Zámky e mise in fuga gli assedianti, quindi si diresse verso la fortezza di Neu–Zrin e la conquistò. L'armata meridionale era troppo debole per difendere con successo la fortezza e Montecuccoli si rifiutò di accorrere in suo aiuto.
Il conte Nicola Zrinski incolpò quindi il comandante in capo asburgico della perdita della fortezza e dopo la pace di Eisenburg fu alla testa della cospirazione dei nobili. Zrinski non volle rendersi conto che all'esperto stratega Montecuccoli non andava di rischiare la propria armata in un tentativo di sostegno alla sua: anche in caso di vittoria sarebbe stato incerto l'esito finale della campagna mentre in caso di sconfitta Vienna e l'intero territorio austriaco sarebbero stati alla mercé dei turchi.

## La Battaglia di Mogersdorf

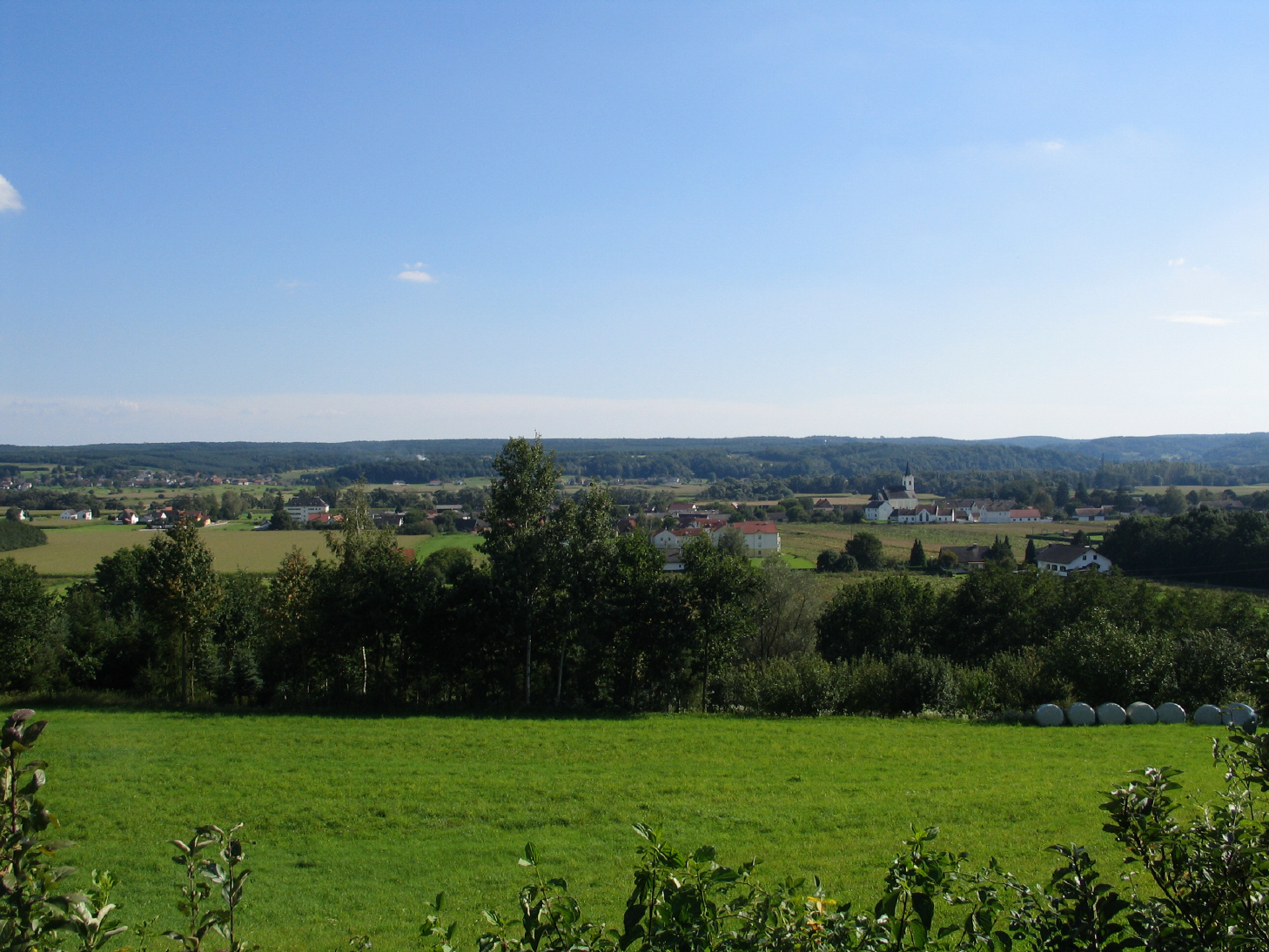
La valle della Rába vista dal lieve rilievo, l'ultimo colle austriaco, dal quale il Marchese avrebbe comandato la battaglia. Oltre le colline all'orizzonte, in territorio magiaro, era il grande accampamento del Gran Visir. Foto A. Saltini, Archivio Nuova terra antica

Dopo la presa della fortezza di Neu-Zrin l'armata principale dell'esercito turco si diresse verso Vienna, ma fu sorpreso il 1º agosto sul fiume Rába fra Mogersdorf ed il monastero cistercense di San Gottardo dall'armata del Montecuccoli: la battaglia terminò sorprendentemente con la vittoria delle truppe imperiali. I turchi poterono portare al di là delle impetuose acque del Rába solo 12 000 uomini che furono annientati da un iniziale vittorioso contrattacco dei corazzieri imperiali al comando del conte Johann von Sporck.
Nella parte settentrionale dell'Ungheria l'armata del Souches ottenne piccoli successi contro i turchi di Kutschuk Mehemed Pascha e con la battaglia di Levice ottenne un buon risultato difensivo.

## La pace di Eisenburg
Dopo soli nove giorni dalla battaglia di Mogersdorf fu stipulata la pace di Eisenburg (10 agosto 1664) con un impegno futuro a non farsi guerra di 20 anni. I turchi dovettero restituire tutti i territori occupati, la tripartizione dell'Ungheria fu confermata così come l'influenza turca sulla Transilvania, della quale gli Asburgo riconobbero come legittimo signore Michael Apafi, la fortezza di Neu–Zrin dovette essere smantellata.

## Conseguenze del trattato di pace
Specialmente dai nobili croati ed ungheresi la pace di Eisenburg fu vista come una “pace vergognosa”, poiché essa significava la rinuncia ad altri territori a favore dei turchi nonostante i successi militari imperiali. Specialmente l'alta nobiltà ungherese fu delusa da Leopoldo I, poiché egli, come re d'Ungheria avrebbe avuto il dovere di liberare gli ungheresi dal giogo ottomano. I nobili ungheresi ebbero la percezione che la cosa migliore per l'impero e per i territori asburgici era concludere una pace frettolosa con i turchi poiché la situazione delle finanze asburgiche era cattiva, l'armata ottomana ancora numericamente superiore a quella imperiale e soprattutto c'era la minaccia di una nuova guerra contro la Francia. Queste motivazioni però per l'alta nobiltà ungherese e per quella croata non erano sufficienti ed essi si sentirono traditi ed ingannati dall'imperatore, il che ebbe conseguenze dirette sul complotto ungaro-croato. 

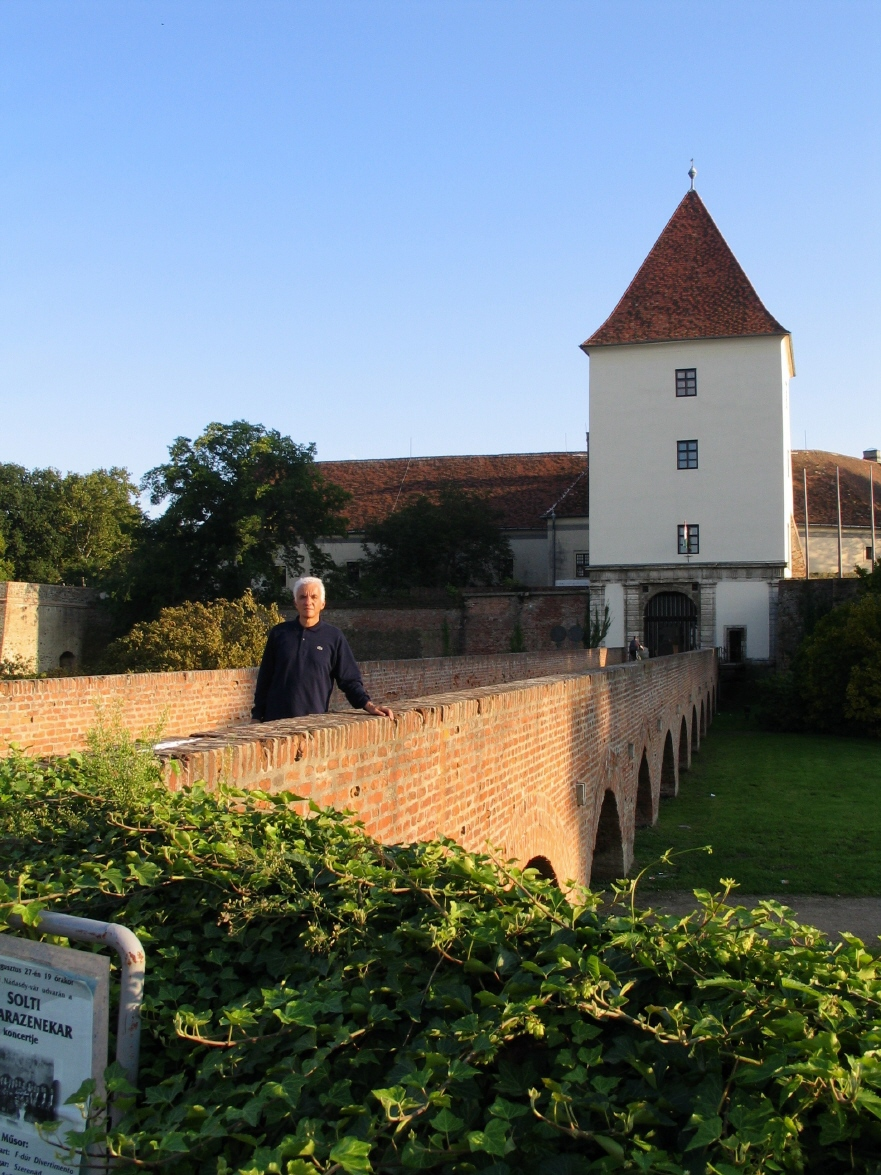
Il ponte del castello di Sàrvar, residenza di Ferenc Nàdasdy, il maggiore dei magnati ungheresi, alfiere in Ungheria della cultura italiana, promotore della rivolta contro Vienna che dopo la vittoria di Montecuccoli ha ceduto due città importanti alla Porta. Scoperta la rivolta, sarà decapitato. Archivio Nuova terra antica

Gli impegni del trattato di Eisenburg avrebbero avuto fine nel 1683 e in quell'anno i turchi fecero per l'ultima volta il tentativo di impadronirsi di Vienna scatenando una nuova guerra austro-turca, a seguito della quale furono cacciati dall'Ungheria definitivamente.